# 2025년 2월 푸틴-트럼프 통화

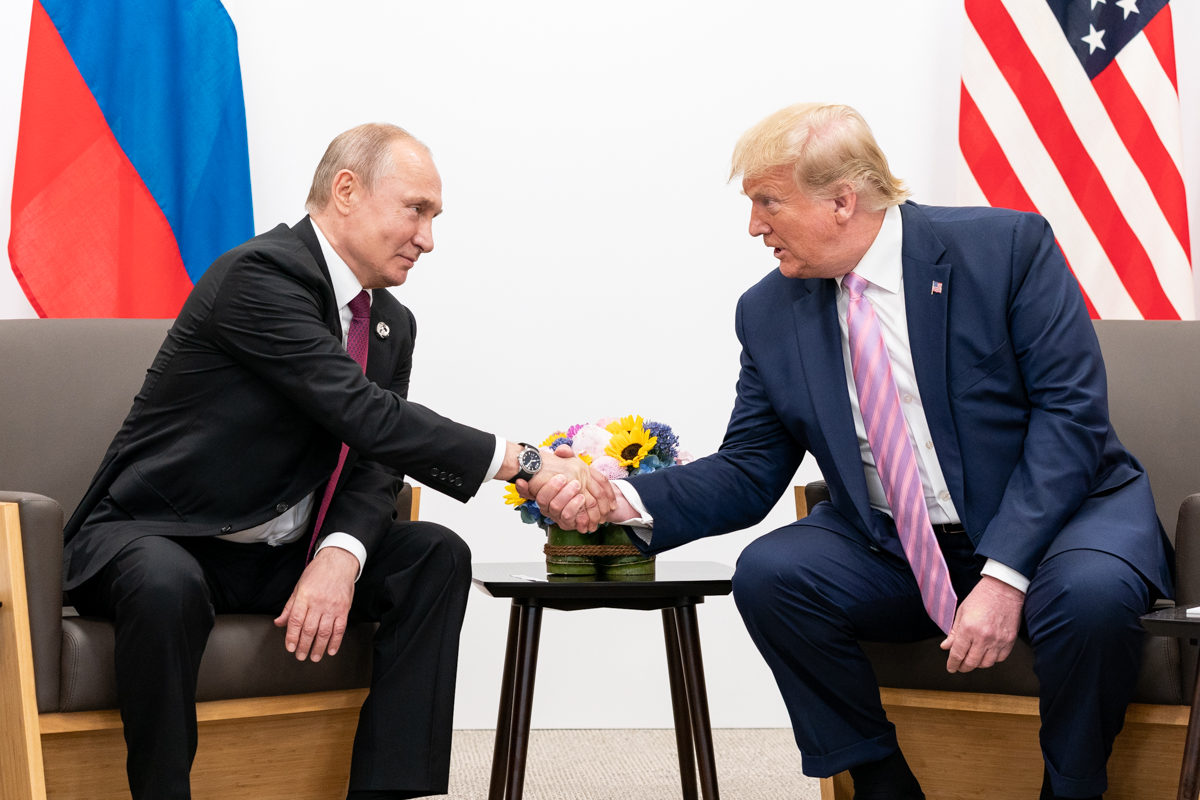
2019년 오사카 G20 정상회의에 참석한 러시아 대통령 블라디미르 푸틴과 미국 대통령 도널드 트럼프

2025년 2월 푸틴-트럼프 통화는 도널드 트럼프 미국 대통령과 블라디미르 푸틴 러시아 대통령 간의 공식 전화 통화로, 트럼프 대통령이 2025년 2월 12일에 이루어졌다고 말한 내용이다. 이 통화는 1시간 30분 동안 진행된 것으로 알려졌으며, 2022년 2월 러시아의 우크라이나 침공 이후 러시아 연방과 미국 지도자 간의 첫 직접적인 의견 교환이었다.
도널드 트럼프가 트루스 소셜 소셜 미디어 계정에 게시한 자세한 성명에 따르면, 이 통화는 우크라이나, 중동, 인공지능, 에너지, 미국 달러의 강세 등 다양한 주제를 다루었다고 한다.

## 배경
2024년 11월 7일, 블라디미르 푸틴은 도널드 트럼프에게 2024년 미국 대선에서의 승리를 축하했고, 우크라이나 갈등을 종식시키고자 하는 그의 열망은 "주목할 만한 가치가 있다"고 덧붙였다.
11월 9일 도널드 트럼프의 고문 브라이언 랜자는 미국 대통령 행정부가 크림반도 반환을 고집하는 대신 우크라이나에서 "평화에 대한 현실적인 비전"에 집중할 것이라고 밝혔다.
2025년 2월 11일, 미국 중동 특사 스티븐 윗코프가 모스크바에 도착하여 미국 시민 마크 포겔을 러시아 시민 알렉산더 비닉과 교환하기로 했다. 폭스 뉴스는 윗코프가 방문 중에 러시아 대통령 블라디미르 푸틴을 만났다고 주장했는데, 이후 크렘린은 공식적으로 이를 확인하거나 부인하지 않았다. 미국 대통령 행정부 관리들은 포로 교환이 러시아와 우크라이나 간의 갈등을 종식시키려는 노력의 재개를 알리는 징조일 수 있다고 밝혔다.
2월 12일 브뤼셀에 있는 NATO 본부에서 열린 회의에서 피트 헤그세스 미국 국방장관은 미국이 우크라이나의 NATO 가입 열망을 지지하지 않을 것이며, 현장 상황을 바탕으로 우크라이나의 전쟁 전 국경으로의 복귀를 추진하는 것은 "비현실적"이라고 밝혔다.

## 대화 과정
2025년 2월 12일 트럼프와 푸틴 사이에 공식적인 전화 통화가 이루어졌다. 공식 성명에 따르면, 대화는 약 1시간 30분 동안 진행되었고 미국 측은 "길고 매우 생산적"이었다고 설명했다. 대화 중에 두 정상은 여러 가지 문제를 논의했는데, 그 중 핵심은 러시아의 우크라이나 침공과 갈등의 현재 성격에 대한 상황이었다.
대화 후 트럼프 대통령은 우크라이나에서 군사 행동을 종식시키기 위한 즉각적인 협상을 시작하기로 합의했다고 발표했다. 양측은 갈등에 대한 외교적 해결책을 찾기 위해 "매우 긴밀히" 협력할 의향을 표명했다.
이후 트럼프는 미국 국무장관 마코 루비오, 국가안보보좌관 마이크 왈츠, CIA 국장 존 랫클리프, 중동 특사 스티브 윗코프에게 평화 협상을 주도하라고 지시했다.
크렘린 대변인 드미트리 페스코프는 이 대화를 확인하고 대화 중에 블라디미르 푸틴이 "갈등의 근본 원인을 제거할 필요성"을 지적했다고 보도했다. 페스코프는 또한 두 지도자가 서로의 국가에서 만나자는 상호 초대를 교환했으며, 트럼프가 모스크바에 초대했다는 점을 강조했다.

## 결과
도널드 트럼프는 사우디아라비아에서 블라디미르 푸틴과 곧 개인 회동을 가질 것이라고 발표했다.
우크라이나 대통령의 보좌관 드미트리 리트빈은 미국 대통령이 러시아 연방 수장과 통화한 후 볼로디미르 젤렌스키와 전화 통화를 했다고 밝혔다. 트럼프는 블라디미르 푸틴과의 대화 내용을 공유하고 즉시 평화 회담을 시작하기로 동의했다.
우크라이나, 프랑스, 독일, 영국, 이탈리아, 스페인, 폴란드 외무장관과 유럽 대외 활동 서비스 책임자는 파리에서 회의를 마친 후 우크라이나를 지지하고 EU의 협상 과정에 대한 의무적 참여에 대해 언급했다.
2025년 2월 13일 모스크바 거래소(MOEX)는 대화 소식이 전해진 후 6% 이상 상승하여 3,210포인트에 도달했다. 동시에 RTS 지수도 6% 이상 상승하여 1,080포인트에 도달했다. 루블은 3.7% 상승하여 미국 달러에 대해 90.50루블에 도달했다.
2월 18일 마르코 루비오가 이끄는 미국 대표단과 세르게이 라브로프가 이끄는 러시아 대표단이 사우디아라비아에서 만났다.